# 아나마리아 츠르노고르체비치
아나마리아 츠르노고르체비치(크로아티아어: Ana-Maria Crnogorčević, 1990년 10월 3일 ~ )는 스위스의 크로아티아계 여자 축구 선수이다. 포지션은 공격수이며, 현재 미국 내셔널 위민스 사커 리그의 포틀랜드 손스 FC에서 활동하고 있다.

## 클럽 경력
11세 시절부터 FC 슈테피스부르크에서 선수 생활을 시작했으며 2004년에 FC 로트슈바르츠 툰에 입단했다. 2009년에는 FC 툰으로 이적하면서 팀의 스위스 여자컵 우승에 공헌했고 2009 시즌에서 24골을 기록하면서 나티오날리가 A 최다 득점자에 올랐다.
2009년 9월에는 독일 프라우엔-분데스리가 소속 클럽인 함부르크 SV로 이적했고 2011년에는 1. FFC 프랑크푸르트로 이적했다. 2018년에는 미국 내셔널 위민스 사커 리그 소속 클럽인 포틀랜드 손스 FC로 이적했다.

## 국가대표 경력
스위스 여자 U-19 축구 국가대표팀에서 29경기에 출전하여 25골을 기록했으며 벨라루스에서 개최된 2009년 UEFA U-19 여자 축구 선수권 대회에서는 스위스의 준결승전 진출을 견인했다.
2009년 8월 12일에 열린 스웨덴과의 친선 경기에 출전하면서 스위스 여자 축구 국가대표팀 선수로 데뷔했고 2015년 FIFA 여자 월드컵, UEFA 여자 유로 2017에 참가했다.

## 수상

### 클럽
FC 툰
- 스위스 여자컵 1회 우승 (2009)

1. FFC 프랑크푸르트
- 여자 DFB-포칼 1회 우승 (2013-14)
- UEFA 여자 챔피언스리그 1회 우승 (2014-15)